# Johann Weyer

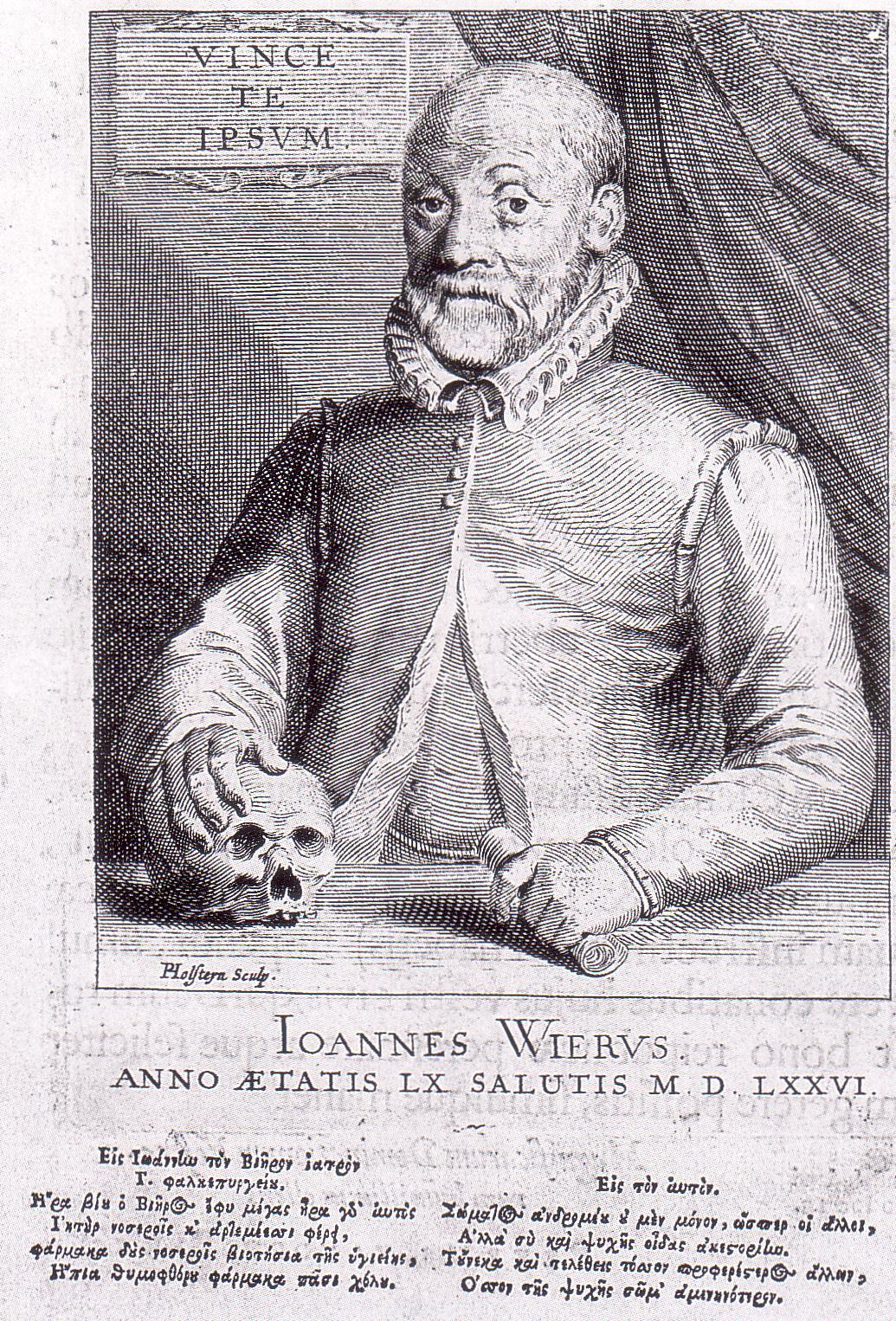
Johann Weyer.

Johann Weyer (Weier eller Wier), född 1515 i Nordbrabant, död den 24 februari 1588 i Tecklenburg, var en nederländsk läkare och bekämpare av häxeriprocesserna.
Weyer var 1559–1578 livmedikus i Düsseldorf hos hertig Vilhelm III av Jülich, Kleve och Berg. Weyer tillägnade denne frisinnade furste skriften De præstigiis dæmonum et incantationibus ac veneficiis (1563; 6:e upplagan 1583), i vilken han lika grundligt som gripande ådagalade det dåraktiga och orättfärdiga i att förfölja så kallade häxor. 
Denna bok väckte prästerskapets vrede och framkallade motskrifter av bland andra Jean Bodin. Weyer räddade många för häxeri anklagade personers liv genom att utbedja sig dem till kurmässig behandling. En upplaga av hans Opera omnia utgavs 1640 i Amsterdam. Hans liv behandlas av Carl Binz i Doctor Johann Weyer etc. (2:a upplagan 1896).